# Димитриос Димадис
Димитриос Василиу Димадис (на гръцки: Δημήτριος Βασιλείου Δημάδης) е гръцки лекар, общественик и политик от Либералната партия в първата половина на XX век.

## Биография
Роден е в 1887 година в олимпийското влашко село Кокинопилос. След като областта попада в Гърция по време на Балканската война, в 1913 година се установява трайно в Катерини. От 1917 до 1920 година е кмет на община Катерини. Става член на венизелистката Либерална партия. На изборите през 1920 година в Катерини венизелистите Димитриос Димадис (13 350 „да“ и 17 412 „не“) и Димитриос Динкас губят от роялистите Димитриос Цалопулос и Спиридон Папас.
Избран е за депутат от ном Солун в 1923 година. В 1926 година е избран отново от Националната Либерална партия с (с 2391 гласа), и в 1928 и 1933 година от Либералната партия. Подава оставка като депутат в 1946 година.
Димадис е назначен заместник генерален губернатор на Централна Македония на 7 март 1945 година в правителството на Николаос Пластирас. Остава на поста до 7 юни 1945 година, когато подава оставка в правителството на Петрос Вулгарис. В същия период е и заместник-председател на парламента.
На изборите в 1952 година е избран за депутат от новосъздадения в 1949 година ном Пиерия от Националния прогресивен съюз на центъра на Пластирас заедно с Константинос Димопулос и Елевтериос Елевтериадис.
На изборите в 1956 година тримата отново са кандидати на Демократическия съюз, но не успяват да бъдат избрани с 16 941 гласа, а са избрани Димитриос Вакалис (Вакалоглу), Александрос Делиянидис и Константинос Папагеоргиу от Националния радикален съюз със 17 845 гласа.
Умира на 23 март 1970 година в Атина и е погребан на следния ден в Катерини.